# Pericallis lanata
Pericallis lanata is een plantensoort uit de composietenfamilie (Compositae of Asteraceae). De plant is endemisch op het Canarische eiland Tenerife. Ze groeit daar op droge, schaduwrijke plekken tussen ander succulent struikgewas op de rotsige hellingen in het centrale en zuidelijke deel van het eiland. De soortaanduiding lanata komt van de Latijnse woord lanatus (wollig) en verwijst naar de wollige beharing van de plant. De plant werd in 1789 door Charles Louis L'Héritier de Brutelle beschreven en ingedeeld bij het geslacht Cineraria en in 1978 door Rune Bertil Nordenstam overgebracht naar het geslacht Pericallis. Door de bewoners van Tenerife wordt de plant "palomera" genoemd.

## Beschrijving
Pericallis lanata is een 15 tot 40 cm hoge dwergstruik met liggende tot halfopgerichte, verhoute stengels. De 5-7 lobbige, kleine, gesteelde, grijsgroene bladeren zijn bijna cirkelrond, dikachtig en slechts ongeveer 3 cm breed. De stengels en de onderzijden van de bladeren zijn witwollig behaard. De bovenzijden van de bladeren zijn spinwebachtig behaard tot kaal.
De bloemhoofdjes zijn ongeveer 3-5 cm breed en staan meestal alleen op een kale bloemstengel. Het hoofdje bestaat uit een hart van donkerpurperen buisbloemen en een krans van 10 tot 16 lichtpurperen straalbloemen, die aan de basis vaak wit zijn. De omwindselblaadjes zijn kaal. De bloeitijd is van maart tot juni. De vrucht is een nootje met vruchtpluis. 

## Variëteit
De variëteit Pericallis lanata var. cyanophthalma (Hook.) A.Hansen & Sunding heeft witte straalbloemen en blauwe buisbloemen.

## Afbeeldingen

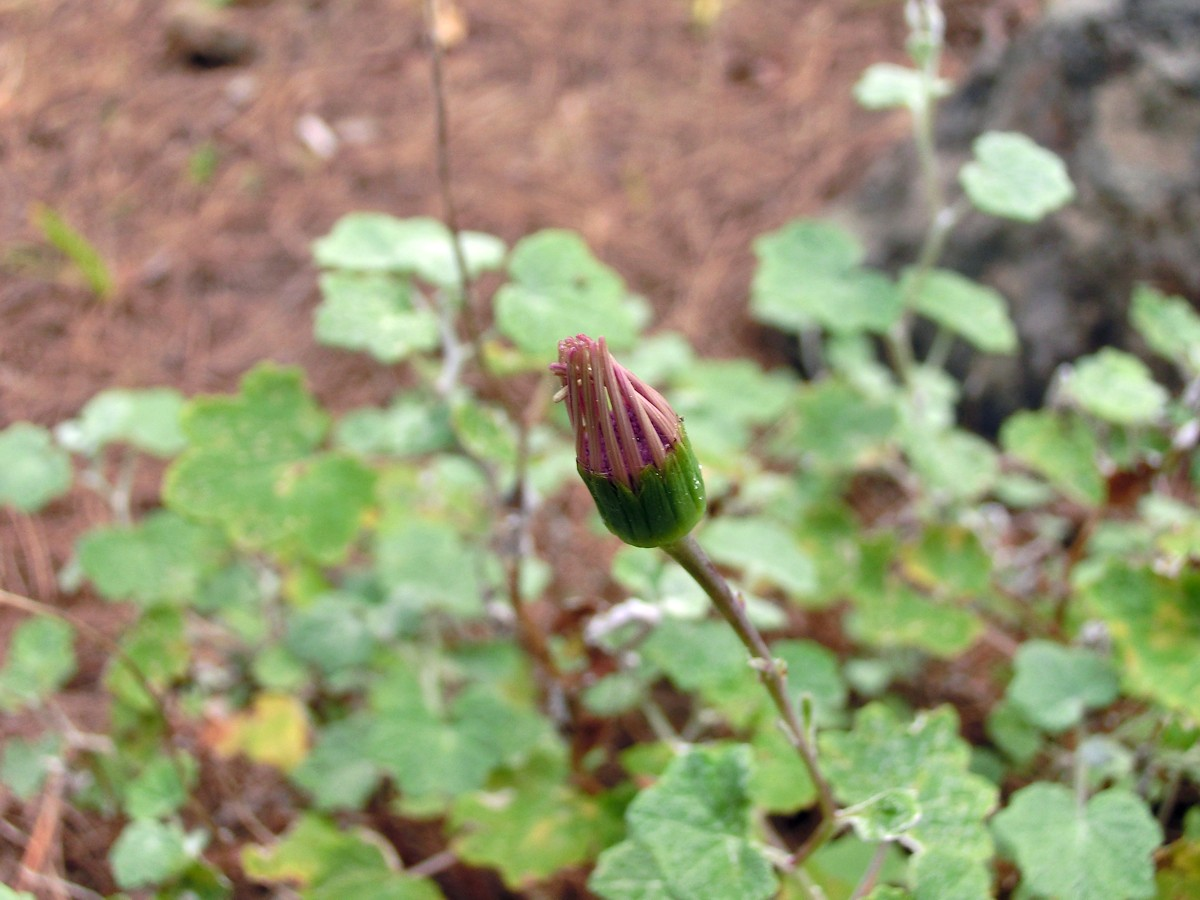
Bloemstengel met bloemknop
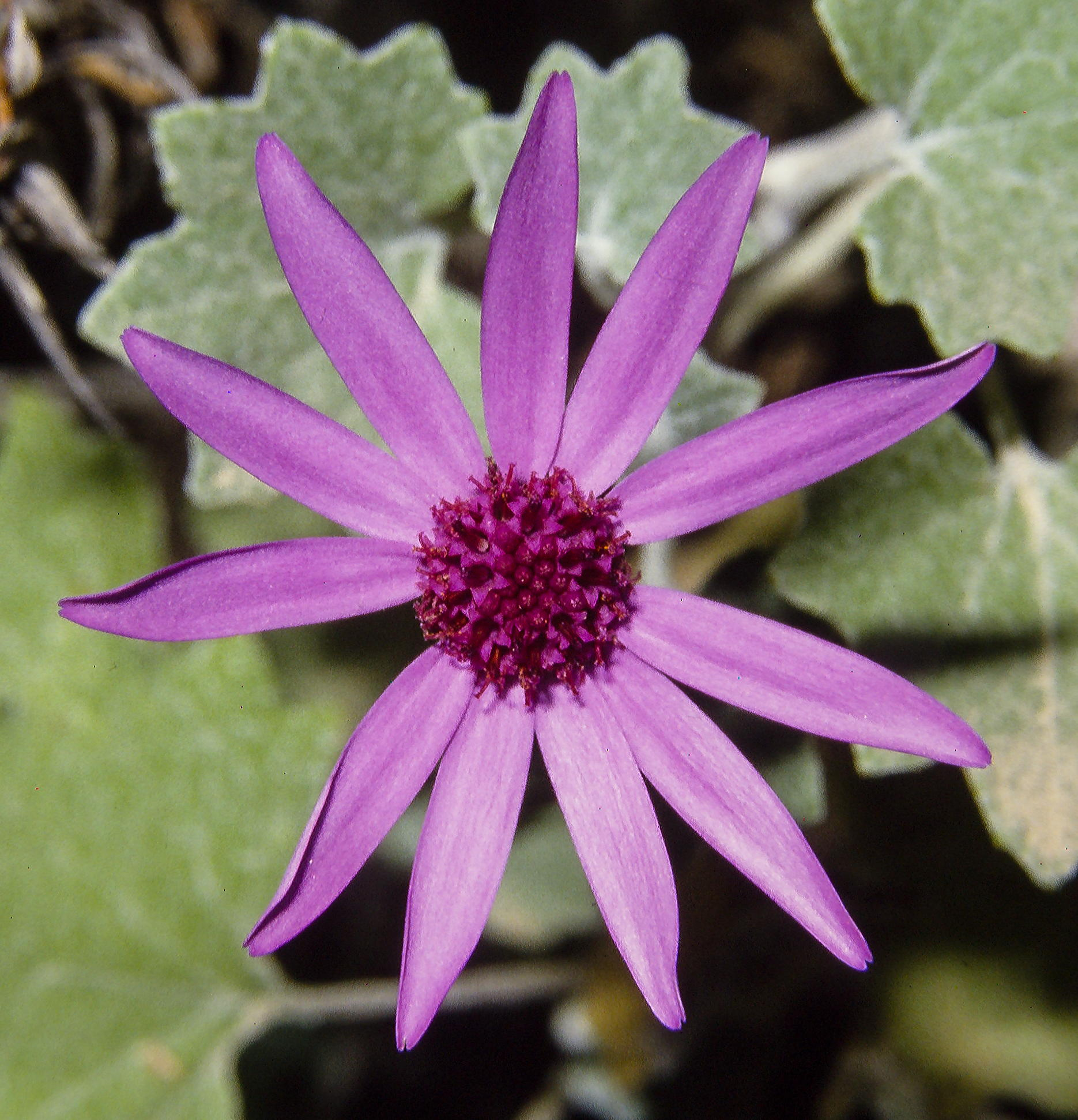
Bloem